# 東京公園
『東京公園』（とうきょうこうえん）は、小路幸也の小説、ならびにそれを原作とする青山真治監督による2011年の日本映画。第64回ロカルノ国際映画祭で金豹賞（グランプリ）審査員特別賞を受賞した。

## あらすじ
写真家志望の大学生・志田光司（三浦春馬）は、彼にしか見えない高井ヒロの幽霊（染谷将太）と同居している。ヒロの恋人だった富永美優（榮倉奈々）は、たまに鍋料理などを持って光司の家を訪ねてくる。光司は原木健一（宇梶剛士）の経営するバーでアルバイトしており、光司の義理の姉である美咲（小西真奈美）と富永は、ここの常連客である。
光司が公園で写真を撮っていると、歯科医の初島隆史（髙橋洋）が声をかけてくる。初島百合香（井川遥）を尾行し、彼女の写真を撮ってほしいのだという。光司はその女性のことを知らないながらも、仕方なく依頼を引き受けることにする。
そんなある日、母が倒れたと聞いた光司は、美咲と一緒に、両親のいる伊豆大島へ向かう。母を見舞いに行った夜、光司と美咲は両親の家で初島のことや富永のことについて語り合う。翌日、父に連れられて光司とともに筆島を訪れた美咲は、静かに涙を流す。
光司が大島での出来事を富永に話すと、彼女は彼に美咲を撮るよう勧める。光司は美咲のマンションを訪れ、彼女の写真を撮る。やがて光司は美咲に近づき、接吻する。2人は「姉さんが姉さんで良かった」「光司が弟で良かった」と言葉を交わし、別れる。その夜、美咲は現在の仕事を退職し、しばらく大島で暮らすことを父に連絡するのであった。
光司は初島から依頼された仕事の辞退を伝える。最後に百合香が娘と巡った公園の位置を地図上でつなぎあわせるとアンモナイトのような螺旋状だった、と報告すると、百合香の浮気を疑っていた初島は驚く。アンモナイトは初島が百合香に贈った最初のプレゼントだったのだ。光司は初島から謝礼を受け取らず、初島に自分のデジタルカメラのSDカードを手渡す。その後妻を撮影するよう促しデジタルカメラを渡すのであった。
その後日、バックパックを背負った富永が光司の家を訪れる。頼れるのは光司だけだという富永を光司は受け入れ、2人は同居することになる。ヒロの幽霊はいつのまにか姿を消していた。
のちに光司が富永と一緒にホームセンターへ向かうと、娘を連れた仲睦まじい初島夫妻の姿を見かける。お互いに無言で会釈を交わした後、富永に「良かったじゃん」と微笑まれ、二人は店内を見回るのであった。

## キャスト
- 志田光司：三浦春馬
- 富永美優：榮倉奈々
- 志田美咲：小西真奈美
- 初島百合香／志田杏子：井川遥
- 初島隆史：髙橋洋
- 高井ヒロ：染谷将太
- 志田裕子：長野里美
- 志田実：小林隆
- 原木健一：宇梶剛士
- 初島かりん：岩花桜
- 神林：安藤玉恵
- 野村：松田沙紀
- バーの常連客：原金太郎、廣川三憲
- 和服の酔客：島田雅彦
- ビアニスト・横坂好生：斉藤陽一郎
- 清掃バイトの男：ウダタカキ
- パーティー客：岡田優、沢井正棋、石田恭子
- 代々木公園の親子：森啓一郎、野原千鶴、心優、心陽
- 光司（10歳）：鷲田詩音
- 光司（10歳）の友達：川添拓海、鮎川昌宏、黒才嘉壽樹
- 光司（6歳）：橋爪龍

## スタッフ
- 監督：青山真治
- 脚本：青山真治、内田雅章、合田典彦
- 原作：小路幸也『東京公園』（新潮社〈のちに新潮文庫〉）
- 音楽：青山真治、山田勲生
- 編集：李英美
- 撮影：月永雄太
- 美術：清水剛
- 照明：斉藤徹
- 音響：菊池信之
- 特殊造型&メイク：西村喜廣（西村映造）
  - 助手：石野大雅、奥山友太、下畑和秀、赤木小百合（スタジオHIGEMEGANE）
- VFX：増尾隆幸（ルーデンス）
- ポスプロ：東宝スタジオ
- プロデュース：齋藤寛朗、山崎康史
- 共同プロデューサー：阪上仁志、遠藤日登思
- 制作プロダクション：ディーライツ
- 製作：「東京公園」製作委員会（ディーライツ、アミューズ、ショウゲート、日活、メモリーテック、Yahoo! JAPAN、博報堂DYメディアパートナーズ）

## 評価
第64回ロカルノ国際映画祭にて金豹賞審査員特別賞を受賞。第85回キネマ旬報ベスト・テンにて第7位に選ばれた。